# 香港網絡廣播電台
香港網絡廣播電台（英語：Internet Broadcasting Hong Kong）是香港一個主要由中學生及大學生組成的網絡傳媒廣播機構
，節目主要以粵語廣播，部份時間亦會播出其他語言的節目。香港網絡廣播電台在香港葵興設有直播室及網購實體店。該台亦曾在台灣和美國設有直播室。
IBHK電台開辦初時並沒有直播室。主持人均通常透過以VOIP軟件連線做節目，效果欠佳。直到2013年3月左右，該台引入OB (戶外廣播)技術，以高清信號傳送音頻信息。該台現時為香港網絡傳媒界中OB技術最完善的其中一家機構，因此節目的錄製地或直播地經常有變。
IBHK電台的成立是因為2012年末時發生的DBC數碼電台停播事件﹙詳見：香港數碼廣播停播風波﹚，創辦人余嘉允原是DBC數碼電台的幕後人員之一，他希望香港有多一把聲音而創立 Fing Radio 網上電台 (前稱)，後來改稱香港網絡廣播電台(IBHK)。香港網絡廣播電台共有三條聲音直播頻道及3條視像直播頻道，並且分別命名為：「網絡政經台」（網絡1台）、「網絡勁爆台」（網絡2台）、「網絡音樂台」（網絡3台）。視像頻道方面則有「IBHK網絡電視」、「IBHK網絡新聞」，各台均有不同節目，唯「網絡政經台」及「網絡勁爆台」由啟播至今仍然是同步廣播。IBHK電台以「不平則鳴」為原則提供節目，並於2014年中搬往位於香港牛頭角的直播室。
IBHK曾在2017年5月停播，併入其他傳媒集團，其品牌亦在數月後隨之消失。台長余嘉允亦於2017年9月時宣布已於5月中離職IBHK。後於2020年6月，IBHK突然宣布復播，並再與曾併入的傳媒集團無關。而新的IBHK為 ThisVO Audio Solutions Company 旗下的網絡廣播服務品牌，相信已再度轉手。後來，前台長余嘉允亦已於2020年7月「重返」IBHK，同時再度擔任台長職位。新的IBHK暫未恢復聲音廣播，取而代之的是一個全面以視頻廣播的網台。新的IBHK亦開設 IBHK Store 網店及實體店。

## 歷史
2013年1月1日，Fing Radio啟播，首個直播節目為由余嘉允主持的風波裏的自由風，於晚上10時播出。
2013年3月1日，網絡勁爆台啟播，同時原有頻道冠名為「網絡政經台」，正式分開時政節目及娛樂節目的頻道。
2013年5月10日，Fing Radio 網上電台宣布因配合未來發展，由即日起更名為香港網絡廣播電台。該台新網址 www.IBHK.net 亦正式啟用。
2013年6月1日，網絡大歌台啟播。轉播美國的全國公共廣播電台音樂頻道。
2014年3月1日，IBHK牛頭角直播室啟用。
2014年5月1日，IBHK開始自主管理網絡大歌台的節目，轉營為播放日韓歌曲，而全新頻道網絡金曲台正式啟播。24小時播放華語金曲。
2014年6月8日，IBHK每日播放一小時美國公營電台自由亞洲電台的節目。
2014年7月1日，IBHK由原牛頭角直播室遷移至附近全新的廣播中心。
2014年8月5日，香港點報正式納入IBHK旗下網絡報章。
2014年8月25日，IBHK開始接受不帶條件之捐款。
2014年10月1日，IBHK與網上電台68號電台合併，並改組電台領導層，原68號電台台長迎希及助理台長小林成為副台長。
2014年10月4日，IBHK記者採訪旺角行動時被反佔中人士襲擊，電台公開譴責。
2014年11月15日，IBHK旗下網絡報章點報記者朝雲被警方以涉嫌阻差辦工罪名拘捕。
2014年12月31日，IBHK頻道網絡金曲台停播，並推出全新多媒體網頁，提供即時新聞及博客資訊。
2015年2月9日，IBHK提供ANDROID手機應用程式，供ANDROID手機收聽直播。
2015年2月11日，IBHK與香港花生及城寨電台合作，提供三台聯播節目。在IBHK廣播室進行直播。
2015年5月1日，IBHK提供iOS手機應用程式，供iPhone手機及iPad收聽直播。
2015年7月10日，IBHK傳出結業，電台事後舉行記者會澄清傳聞。
2015年8月1日，IBHK牛頭角廣播中心啓用一年，同時傳出電台正準備開設另一直播室。
2016年3月16日，IBHK在社交網站Facebook指收到消息，學民思潮將於同年3月20日宣布解散。
2017年2月25日，IBHK最後一次廣播。節目為《開運秘錄》，及後在無預言的情況下停播全部節目。而由2月26日開始，IBHK所有節目轉至另一網台。而在另一網台直播畫面的右下角，則顯示「Powered by IBHK」。
2017年6月5日，IBHK （2013-2017）品牌正式消失，正式被吞併。
2017年9月12日，IBHK前台長余嘉允宣布在早於5月時已離職IBHK。

## 現有頻道

### IBHK 網絡電台
- 選台號碼：CH 1
  - 政政經經，同你傾盡時弊。 新舊趣聞，無所不談！

## 旗下頻道（已終止）

### IBHK一台 - 政經台
- 選台號碼：CH 1
  - 政政經經，同你傾盡時弊。 新舊趣聞，無所不談！

### IBHK二台 - 勁爆台
- 選台號碼：CH 2
  - 與你共存共鳴，同你心心呼吸。

### IBHK三台 - 音樂台
- 選台號碼：CH 3
  - 音樂 • 帶動每一步

### IBHK視像一台 - 視像政經台
- 電視選台號碼：CH 1
  - 政政經經，同你傾盡時弊。 新舊趣聞，無所不談！

### IBHK視像二台 - 新聞台
- 電視選台號碼：CH 2
  - 新聞講理 資訊求真

## 現任節目主持
| 主持姓名        | 主持的節目                       | 其他主持節目或曾主持節目                                                                                          | 備註事項                      |
| --------------- | -------------------------------- | --- | ----------------------------- |
| 余嘉允 (台長)   | IBHK 台長及嘉賓主持              | 《D100半邊天》、《新聞天地》、《私人空間》、《新聞炒冷飯》、《風波裏的自由風》、《風波裏的自由Phone》、《歌事的》 |                               |
| 胡秀聰          | 《猛鬼最前線》、《後生仔撞下鬼》 | 《香港靈異檔案》、《通靈重案》                                                                                    |                               |
| 蔡婷婷          | 《猛鬼最前線》                   | |                               |
| Wilson Tsang    | 《籃TEAM說地》                   | 曾於港股策略王及Ragazine主持同名節目：《籃TEAM說地》                                                              |                               |
| Oliver          | 《籃TEAM說地》                   | |                               |
| Leslie          | 《籃TEAM說地》                   | |                               |
| Kaho            | 《籃TEAM說地》                   | |                               |
| 潘書韻 (搣時潘) | 《後生仔撞下鬼》                 | |                               |
| Yufi Yip        | 《後生仔撞下鬼》                 | |                               |
| 范皓齊          | 《范姐同你論盡三個十八歲》       | | 曾任DBC數碼電台新聞部編輯總監 |
| 牧野佑介        | 《保險套》                       | 曾於香港花生主持同名節目：《保險套》                                                                              |                               |
| Suri            | 《保險套》                       | 曾於香港花生主持同名節目：《保險套》                                                                              |                               |
| 李庭豐          | 《保險套》                       | 曾於香港花生主持同名節目：《保險套》                                                                              | 深水埗區議員                  |
| 巫堃泰          | 《保險套》                       | 曾於香港花生主持同名節目：《保險套》                                                                              | 屯門區議員                    |

## 前任節目主持
| 主持姓名                            | 其他主持節目或曾主持節目                                             | 備註事項                                                   |
| ----------------------------------- | -------------------------------------------------------------------- | ---------------------------------------------------------- |
| 王德全                              | 《公民講埸》、D100《金股匯波馬》、D100《新聞天地》                   | 於D100任職主持                                             |
| 梁穎敏                              | 《公民講埸》                                                         | 公民黨成員                                                 |
| 譚文豪                              | 《公民講埸》                                                         | 公民黨成員                                                 |
| 楊岳橋                              | 《公民講埸》                                                         | 公民黨成員                                                 |
| 雨文                                | 《京城茶館》、《D100北京飯店》、《D100聽風者》、D100《風波裏的茶杯》 | 轉至《城寨》網台                                           |
| 傑斯                                | 《京城茶館》、Ragazine《北上頻道》                                   | 於D100任職主持                                             |
| 譚達華(探長)                        | 《天外有天》 (轉播 Stagetube)、D100《怒漢系列》                      | 轉至《城寨》網台                                           |
| 謝利                                | 《一男子謝利》、DBC數碼電台《謝利馬田》                              | 返回DBC數碼電台擔任主持                                    |
| 波仔                                | 《一男子謝利》、DBC數碼電台 《80後今晚起義》                         | 前DBC數碼電台主持及節目助理                                |
| 梁希賢                              | 《一男子謝利》、《新聞炒冷飯》、《Andy的私人空間》、《正能量大爆發》 | 前IBHK副台長(新聞及公共事務)，後曾離港升學，後轉投其他媒體 |
| 劉馬車                              | 《鐵齒銅牙劉馬車》                                                   | YouTuber，因合作分歧終止合作                               |
| 男臣BB                              | 《男臣實驗室》                                                       | 網絡紅人，已離開                                           |
| 迎希 (副台長(節目))                 | 《懷想曲》、《港人港事》、《守靈夜話》                               | 68號電台(網上電台)台長                                     |
| 小林 (副台長(IT))                   |                                                                      | 68號電台(網上電台)助理台長                                 |
| 余德寶                              | 《風波裏的自由風》、《新聞天地》                                     | 公民黨成員                                                 |
| 黃瑋彤 (現主力為新聞部進行採訪工作) | 《風波裏的自由風》                                                   | 現轉職蘋果日報                                             |
| 莊俊寅                              | 《音樂不打烊》、《心靈加油站》                                       | 駐台灣主持                                                 |
| 余尚賢                              | 《音樂教室》                                                         |                                                            |
| 馬可                                | 《風波裏的自由風》                                                   |                                                            |
| Yolanda                             | 《風波裏的自由風》                                                   |                                                            |
| 施冠恆                              | 《風波裏的自由風》                                                   | 同時任職於ONAIRPOWER                                       |
| 馮志鈞(CK)                          | 《一口涼氣》、《風波裏的自由風》、《漫遊音樂》                       |                                                            |
| Alex                                | 《一口涼氣》                                                         |                                                            |
| Edwin                               | 《一口涼氣》                                                         |                                                            |
| Ricky                               | 《港人港事》                                                         | 68號電台(網上電台)新聞組組長                               |
| 神師兄                              | 《守靈夜話》                                                         |                                                            |
| King                                | 《基金港股習近平》、《搜映場》                                       |                                                            |
| Alan                                | 《搜映場》                                                           |                                                            |
| Jacqueline                          | 《寵愛有家》                                                         |                                                            |
| Rosana                              | 《寵愛有家》                                                         |                                                            |
| Carolyn Siu                         | 《寵愛有家》                                                         |                                                            |
| Chris                               | 《寵愛有家》                                                         |                                                            |
| Simon 歐信希                        | 《寵愛有家》                                                         |                                                            |
| Peggy                               | 《寵愛有家》                                                         |                                                            |
| 猛虎                                | 《私人空間》                                                         |                                                            |
| 麥潤培(節目籌劃顧問)                | 《歌事的》、《私人空間》、《滄海遺珠》、《風波裏的自由風》           | 沙田區議會(利安選區)議員                                   |
| Hymns                               | 《新聞炒冷飯》                                                       |                                                            |
| Johnny                              | 《新聞炒冷飯》                                                       |                                                            |
| 文女                                | 《新聞炒冷飯》                                                       | 轉職香港航空                                               |
| Annabelle Mak                       | 《說說師語》                                                         | 繼續於英皇教育任教                                         |
| Carl Hung                           | 《說說師語》                                                         | 繼續於英皇教育任教                                         |
| 洪偉權                              | 《洪門會》                                                           | 繼續於英皇教育任教                                         |
| 洪譽恩                              | 《洪門會》                                                           | 繼續於英皇教育任教                                         |

## 電台架構

### 管理層
- 余嘉允（台長）

### 前任管理層
- 麥潤培 (曾任：節目籌劃顧問及營運總監，現為電台監製)(離職)
- 楊軍 (點報負責人之一)(離職)
- 迎希 (副台長(節目))(離職)
- 梁希賢 (副台長(新聞及公共事務)) 離職後曾離港升學，其後轉投其他媒體
- 梁恩霖 (新聞總監)(新聞部停運，離港發展)
- 盧雅茵 (副台長(公共事務))

## 外部連結
- IBHK網絡電台官方網頁 （页面存档备份，存于）